# Expo Antalya
De Expo Antalya of Expo 2016 was de wereldtuinbouwtentoonstelling die in 2016 in de Turkse stad Antalya werd gehouden. Het was een AIPH A1 tentoonstelling en de 20ste tuinbouwtentoonstelling die door het Bureau International des Expositions werd erkend.

## Websites
- (en) Officiële website van BIE
- website van de EXPO 2016 Antalya